# The Hammer of God
 (février 2024).
Si vous disposez d'ouvrages ou d'articles de référence ou si vous connaissez des sites web de qualité traitant du thème abordé ici, merci de compléter l'article en donnant les références utiles à sa vérifiabilité et en les liant à la section « Notes et références ».
The Hammer of God est un thriller de Nelson DeMille. Sorti en 1974, c'est le deuxième livre de la série Joe Rykers. Comme les autres livres de cette série, il a été republié en 1989 sous le pseudonyme de Jack Cannon.